# Секретарка (Пензенская область)
Секретарка — село Сердобского района Пензенской области. Административный центр муниципального образования Секретарский сельсовет.

## Географическое положение
Село расположено на левом, южном, берегу реки Хопёр, в верхнем его течении, приблизительно в 50 км от истока. Развивалось вдоль берега и имеет «растянутый» вдоль него вид. Расстояние до ближайшего города, Сердобска, — 18 км, до столицы области, Пензы, — 120 км, до ближайшего населённого пункта, посёлка Круглое — 9,5 км.
Ближайшая ж/д станция — открытая платформа «161 км» Юго-Восточной железной дороги — находится в 12 км; ближайший аэропорт расположен в Пензе.

## Население
| 1747  | 1795  | 1859  | 1877  | 1886  | 1897  | 1911  |
| ----- | ----- | ----- | ----- | ----- | ----- | ----- |
| 476   | ↗1516 | ↗1517 | ↗1582 | ↗1918 | ↗2139 | ↗2524 |
| 1926  | 1928  | 1939  | 1959  | 1970  | 1979  | 1989  |
| ↗3804 | ↗4147 | ↘1797 | ↗1833 | ↘1298 | ↘1172 | ↘990  |
| 1998  | 2002  | 2010  |       |       |       |       |
| ↗1078 | ↘1017 | ↘887  |       |       |       |       |

## История
Посёлок возник в первой половине XVIII века и первоначально назывался Добринское, — по имени впадавшей здесь в Хопёр речушки Добринка, впоследствии пересохшей. Основали посёлок дворяне-землевладельцы, переселившие сюда часть своих крестьян из соседних уездов, чтобы освоить владения. Вскоре совсем рядом с Добринским возникло подселение Троицкое; по землеустроительным документам это были разные поселения, но на практике воспринимались как единое — «Троицкое, Добринское тож».
По переписной книге 1747 года известны имена первых землевладельцев-основателей, — помещик Алексей Игнатьевич Пахомов (16 ревижских душ), братья Ермолаевы — регистратор Степан Саввич (148) и сенатский секретарь Иван Саввич (37), а также коллежский асессор Михаил Сергеевич Остафьев (37).
В 1792 году Троицкое/Добринское переименовано в Секретарку. Согласно распространённой версии — по рангу одного из владельцев.
С 1887 года Секретарка — волостной центр Сердобского уезда. 274 двора, церковь, школа, 3 лавки, водяная мельница, 2 поташни, кирпичный завод. Крупнейшие землевладельцы в селе — семья Ладыженских.
В 1911 году в селе 426 дворов, церковь, церковноприходская школа, земское одноклассное училище (132 ученика и 2 учителя в 1916 году), фельдшерско-акушерский пункт.
С 1928 года — в составе Мещерского сельсовета Сердобского района. В 1955 году в селе располагалась центральная усадьба колхоза имени Сталина, переименованного в 1957 году в совхоз «Надеждинский». В марте 1958 усадьба была перенесена Балтинку. Позже на базе Секретарского отделения совхоза «Надеждинский» был создан совхоз «Искра».
В Секретарке провёл своё детство русский писатель и видный общественный деятель Владимир Николаевич Ладыженский (1859—1932).

## Улицы
- Горшкова;
- Ермолаевка;
- Костиевка;
- Кутырки;
- Ладыженка;
- Лесничество;
- Масловка;
- Молодёжная;
- Московская;
- Пахомовка;
- Рабочая;
- Школьная.

## Герои Великой Отечественной войны
- Горшков, Сергей Ильич (старший сержант) (21.09.1911, с. Секретарка Сердобского уезда Саратовской губернии, ныне Сердобского района Пензенской области — 08.11.1952, там же), Герой Советского Союза (1945), старший сержант, командир противотанкового орудия. При освобождении Литвы уничтожил 6 вражеских танков.[9]
- Лашин, Георгий Иванович (01.05.1920, с. Секретарка Сердобского уезда Саратовской губернии, ныне Сердобского района Пензенской области — 18.04.1946, Москва), Герой Советского Союза (1945), лейтенант, пилот бомбардировщика. Совершил 138 боевых вылетов, в том числе 70 — на дальнюю разведку, 51 — на фотографирование стратегических объектов.[10]